# Santa Teresa CD
Der Santa Teresa Club Deportivo war ein Sportverein aus Badajoz in Spanien, der sich auf den professionellen Fußballsport für Frauen verlegte. Die erste Mannschaft nahm von 2014 bis 2018 sowie 2020/21 an der Primera División teil. Im Anschluss an die Saison 2022/23 stellte der Verein den Spielbetrieb ein.

## Geschichte
Santa Teresa CD wurde 1998 als Fußballclub für Frauen gegründet. 2011 stieg er von der Regionalliga in die Segunda División und 2014 von dieser in die erstklassige Primera División auf. Hier ausgetragene Spitzenspiele bestritt er im Estadio Nuevo Vivero. Nach vier Spielzeiten im Oberhaus des spanischen Frauenfußballs stieg der Club 2018 als Tabellenletzter wieder in die Zweitklassigkeit ab. In der Saison 2019/20 gelang der Mannschaft erneut der Aufstieg in die höchste Spielklasse, aus der Santa Teresa jedoch im darauffolgenden Spieljahr wieder abstieg. Auch 2021/22 konnte die Kategorie nicht gehalten werden und der Klub musste den Weg in die Segunda Federación, der dritten Spielklasse im spanischen Frauenfußball, antreten. Im Sommer 2022 offenbarten sich finanzielle Schwierigkeiten und die Mannschaft erschien nicht zu den ersten beiden Spieltagen der Saison 2022/23, wodurch es zum automatischen Ausschluss aus dem Wettbewerb kam. Zwar beendete die in der Primera Nacional spielende B-Mannschaft die Saison 2022/23 und konnte die Kategorie mit dem neunten Platz in der Gruppe IV halten, doch der Klub entschloss sich dennoch dazu den Betrieb im Anschluss an die Spielzeit einzustellen.
Im Sommer 2017 inkorporierte Santa Teresa auch ein lokales Männerteam, welches sich auf die Talentförderung beschränkte und in der Regionalliga der Extremadura für den Club auflief.

## Erfolge
| Pokal der Extremadura | (3×): | 2015, 2016, 2017 |